# Charles Haldeman
Charles Haldeman (geboren 27. September 1931 in Pickens, South Carolina als Charles Heuss; gestorben 19. Januar 1983 in Athen) war ein US-amerikanischer Autor.

## Leben
Charles Heuss wurde als Sohn eines deutschen Auswanderers geboren; nach dessen frühem Tod wurde er vom zweiten Ehemann seiner Mutter adoptiert. Die Familie zog arbeitsbedingt viel herum.
Haldeman besuchte das Erskine College in South Carolina, das Antioch College in Ohio und das Ringling College of Art and Design in Florida. Er absolvierte einen vierjährigen Wehrdienst bei der United States Navy bis 1954 und studierte dann von 1955 an für zwei Jahre an der Universität Heidelberg. Er reiste durch Europa und fand in Griechenland eine Beschäftigung als Lehrer an der American Community Schools of Athens. Ab 1959 war er auf Kreta sesshaft.
Haldeman schrieb seinen 1963 veröffentlichten ersten Roman The Sun’s Attendant, in dem er das Leben zweier Protagonisten, der eine davon der Literat Rainer Maria Gerhardt (1927–1954), in der jüngeren deutschen Geschichte ansiedelt, als ein Diptychon. Es folgten zwei weitere Romane, Skripte für Dokumentarfilme über Orte in Griechenland und das Drehbuch zu dem Film Johnny Minotaur (1971) von Charles Henri Ford.
Er entwickelte auch Freundschaften mit vielen Schriftstellern und Dichtern der Zeit, nicht zuletzt unter ihnen Nikos Gatsos, der griechische Dichter, und der amerikanische Schriftsteller Henry Miller. Den älteren Miller bei der Arbeit störend, schrieb dieser später im Vorwort zu seinem Buch Big Sur and the Oranges of Hieronymus Bosch: „Mein herzlicher Dank geht an Charles Haldeman, der den ganzen Weg vom Winter Park, Florida gekommen ist, um Wilhelm Frängers Buch Hieronymus Bosch in meine Hände zu legen. Möge er mir verzeihen, dass ich jenem Tag so ein armer Gastgeber war!“ (übersetzt). Peter Levi, der englische Dichter und Reiseschriftsteller, spricht 1979 in einem Interview für The Paris Review vom Abendessen und dem Versuch, surrealistische Poesie mit Gatsos und Haldeman zu schreiben: „Gegen Ende des Abends sagte Nikos plötzlich: ‚Weißt du, ich erinnere mich, als wir jung waren und der Surrealismus der letzte Schrei war, dass Elytis und ich ein Spiel häufig spielten. Sollen wir es spielen?‘“ Das Ergebnis wurde zu Levis Gedicht Pancakes for the Queen of Babylon, an die sich Haldeman als ein warmer und leidenschaftlicher Mann erinnert, der oft (trotz seiner häufig prekären finanziellen Situation als ein Vollzeitschriftsteller) andere Schriftsteller und Künstler und viele Reisende traf.

## Werke
- The Sun’s Attendant, a diptych.Simon and Schuster, New York 1963.
  - Der Sonnenwächter. Aus dem Amerikanischen von Egbert Hörmann und Uta Goridis. Mit einem Nachwort von Martin Meyer. Metrolit, Berlin 2015.
- The Snowman. Simon and Schuster, New York 1965.
- Teagarden’s Gang. Cape, London 1971.
- without graves—no resurrections. Gedichte. Vorwort von Peter Levi. Five Seasons Press, Madley 1984.